# Haracsony
Haracsony (németül: Horitschon, horvátul: Haračun) mezőváros Ausztriában, Burgenland tartományban, a Felsőpulyai járásban.

## Fekvése
Felsőpulyától 12 km-re északra fekszik. Alsópéterfa tartozik hozzá.
A kataszteri közösségek Horitschon és Alsópéterfa.

## Története
Haracsony története az i. e. 1. századig, a kelta korszakig nyúlik vissza, amikor már szőlőt termesztettek és bort termeltek a területén. A bortermelést a rómaiak is folytatták.
A mai települést 1425-ben "Poss. Harachan" néven említik először, a lánzséri uradalomhoz tartozott. Neve a szláv "chraščani" (= tölgyerdőben lakók) szóból származik. A településnek egykor vámja is volt. Templomát 1500 előtt építették és Antiokheiai Szent Margit tiszteletére szentelték. 1529-ben és 1532-ben elpusztította a török, mely után horvátokat telepítettek be. 1683-ban a Bécs elleni török hadjáratban újra elpusztult. 1696-ben építették Haracsony mai templomát és alapították újra plébániáját is.
Vályi András szerint " HARACSON. Haricsán. Német falu Sopron Várm. földes Ura H. Eszterházy Uraság, lakosai katolikusok, fekszik Sopronhoz 1 2/4 mértföldnyire, határja középszerű, terem búzája, árpája, rozsa, bora nem terem, erdeje elég van, réttye kevés, piatza jó."
Fényes Elek szerint " Haracson, német falu, Sopron vmegyében, Sopronhoz délre 1 1/4 mfd. egy dombon, 618 kath. lak., s paroch egyházzal. Majorsági birtoka nem közöltetett; a lakosok birnak 305 h. házhelyet, 1102 h. középszerü szántóföldet, 100 hold rétet. Van egy névtelen patakja. Birja h. Eszterházy."
1910-ben 938, túlnyomórészt német lakosa volt. A trianoni békeszerződésig Sopron vármegye Felsőpulyai járásához tartozott. 1921-ben a trianoni és saint germaini békeszerződések értelmében Ausztria része lett. 1983-ban mezővárosi rangot kapott.

## Nevezetességei
Antiochiai Szent Margit tiszteletére szentelt római katolikus temploma 1696-ban épült.

## Külső hivatkozások
- Hivatalos oldal
- Haracsony az Osztrák Statisztikai Hivatal honlapján
- Geomix.at
- Magyar katolikus lexikon
- A haracsonyi önkéntes tűzoltóegylet honlapja
- A haracsonyi népiskola honlapja